# Вовель, Мишель
Мише́ль Вове́ль (фр. Michel Vovelle; 6 февраля 1933, Гальярдон — 6 октября 2018[…], Экс-ан-Прованс) — французский историк, специалист по истории Великой французской революции. Президент научно-технического совета (с 1983) и директор (1981—1993) Музея французской революции.

## Биография
Родился 6 февраля 1933 года в Галлардо в семье учителя.
Учился в Лицее Людовика Великого и Лицее Генриха IV.
В 1953 году окончил Высшую нормальную школу Сен-Клу и в 1956 году там же получил агреже по истории Франции.
В 1971 году в Университете Люмьер-Лион II под научным руководством Андре Латрея защитил диссертацию на соискание учёной степени доктора истории по теме «Барочное благочестие и дехристианизация: провансальское отношение к смерти в эпоху Просвещения: согласно положениям Заветов».
Профессор современной истории в Университете Прованса Экс-Марсель I, затем профессор истории Французской революции в Университете Париж 1 Пантеон-Сорбонна.

## Научная деятельность
Первое исследование Мишеля Вовеля не имело прямого отношения к Французской революции, а было связано с антропологией и историей религии во Франции в наше время. В своей диссертации о дехристианизации в Провансе он соединил архивные исследования завещаний и священной иконографии. Таким образом, он намеревается поразмышлять о видении спасения и загробной жизни, а также о том какая обнаруживается связь со смертью и религией у современного населения Прованса. После этого «первого опыта» историка смерти он увлёкся историей Великой французской революции в её религиозных аспектах, сосредоточив внимание, в частности, на концепции дехристианизации, собрав воедино достижения истории ментальности.
По словам Вовеля, революция «ещё не окончена», это «горячее» событие, которое нужно «полюбить», чтобы понять. По мере смены правительств его позиции марксиста встретили сильное сопротивление со стороны историков, критикующих революцию во главе с Франсуа Фюре, а также французских правых, в частности, в рамках празднования двухсотлетия революции.
В своих трудах, как, например, «Якобинцы Робеспьера в Шевенменте» (1999), или «Французская революция, объяснённая моей внучке» (2006), Вовель переплетает недавнюю историю, популяризацию истории и историю революции. А его работа «Битва за двухсотлетие Французской революции» может рассматриваться как произведение эго-истории и рефлексивное возвращение к двухсотлетию.
Вместе с Пьером Серна является воплощением культурной истории Французской революции, объединяющей достижения истории менталитетов и выступает в качестве дополнения к социальной истории.
Кульминацией его работы является история дехристианизации II года сыгравшая главную роль в праздновании двухсотлетия Французской революции в 1989 году, когда вслед за Эрнестом Лабруссом Вовель возглавил Национальную комиссию по историческим исследованиям двухсотлетия Французской революции.

## Политическая деятельность
Член Французской коммунистической партии (с 1956). Член «ячейки Дюкло». Был неортодоксальным коммунистом.
На президентских выборах во Франции в 2012 году поддержал кандидата от «Левого фронта» Жана-Люка Меланшона.

## Личная жизнь
- Первая жена — Габриэль Вовель (урождённая Черино), историк-компаративист[англ.], умерла в 1969 году[12].
- Вторая жена — Моника Реботье, географ, умерла в 2008 году[14].

## Научные труды

### Монографии
- Vovelle M. Vision de la mort et de l’au-delà en Provence du xve au xixe siècle d’après les autels des âmes du purgatoire, (en collaboration avec Gaby Vovelle), Paris, A. Colin, 1970.
- Vovelle M. Nouvelle histoire de la France contemporaine, t. 1 : La chute de la monarchie, 1787—1792, Paris, Éditions du Seuil, coll. " Points. Histoire " (no 104), 1972. — 282 p. ISBN 2-02-000652-9
- Vovelle M. Piété baroque et déchristianisation en Provence au xviiie siècle. Les attitudes devant la mort d’après les clauses de testaments, Paris, Seuil, 1973.
- Vovelle M. L’irrésistible ascension de Joseph Sec bourgeois d’Aix : Suivi de quelques clefs pour la lecture des «naïfs». — Aix-en-Provence: EDISUD, 1975. — 95 с. ISBN 2-85744-008-1
- Vovelle M. La Métamorphose de la fête en Provence de 1750 à 1820, Paris, Flammarion, 1976.
- Vovelle M. Religion et Révolution : la déchristianisation de l’an II, Paris, Hachette, 1976.
- Vovelle M. Piété baroque et déchristianisation en Provence au XVIIIe siècle. — Éd. abr. — Paris: Éd. du Seuil, 1978. — 346 p. ISBN 2-02-004885-X
- Vovelle M. De la cave au grenier, Québec, Serge Fleury, 1980.
- Vovelle M. La Mort et l’Occident de 1300 à nos jours, Paris, Gallimard, 1983 ; réed. 2001.
- Vovelle M. La Ville des morts, essai sur l’imaginaire collectif urbain d’après les cimetières provençaux, 1800—1980 (en collaboration avec Régis Bertrand), Marseille, Éditions du CNRS[фр.], 1983.
- Vovelle M. Images et récits de la Révolution française, Paris, Messidor, 1984—1989, 5 vol. Direction de l’ouvrage.
- Vovelle M. Théodore Desorgues ou la désorganisation : Aix-Paris, 1763—1808, Paris, Seuil, 1985.
- Vovelle M. La Mentalité révolutionnaire : société et mentalités sous la Révolution française, Paris, Éditions sociales, 1986 (ISBN 2-209-05668-3).
- Vovelle M. La révolution contre l'église : De la raison à l'être suprême / Cartographie: Serge Bonin. — Bruxelles: Complexe, Cop. 1988. — 311 p. (1793: La mémoire des siècles; 208. Texte inéd.) (Libr. du bicentenaire de la Révolution fr.). ISBN 2-87027-254-5
- Bosséno C. M., Dhoyen C., Vovelle M. Immagini della libertà : L’Italia in rivoluzione, 1789—1799. — Roma: Ed. riuniti, 1988. — 349 p. ISBN 88-359-3230-0
- 1793, la Révolution contre l'Église: de la raison à l'être suprême[фр.], Paris, Complexe, 1988.
- Vovelle M. Les aventures de la raison : Entretiens avec Richard Figuier. — Paris: Belfond, 1989. — 189 p. (Col. «Entretiens»). ISBN 2-7144-2306-X
- Vovelle M. Histoires figurales : des monstres médiévaux à Wonderwoman, Paris, Usher, 1989.
- Vovelle M. Idéologies et mentalités. — Éd. rev. et augm. — Paris : Gallimard, 1992. — 358 p. (Coll. Folio / Histoire). ISBN 2-07-032700-0
- Vovelle M. La Révolution française, Paris, A. Colin, 1992—2002.
- Vovelle M. L’heure du grand passage : Chronique de la mort, collection " Découvertes Gallimard / Culture et société " (no 171), Paris, Gallimard, 1993. ISBN 2-7071-2106-1
- Vovelle M. La découverte de la politique : Géopolitique de la révolution fr. — Paris: La Découverte, 1993. — 363 p. (Textes à l’appui. Sér. Histoire contemporaine). ISBN 2-7071-2106-1
- Vovelle M. Les Âmes du purgatoire ou le travail du deuil, Paris, Gallimard, coll. " Le temps des images ", 1996 (ISBN 2-07-073816-7).
- Vovelle M. Le Siècle des lumières, Paris, PUF, 1997.
- Vovelle M. Les Jacobins de Robespierre à Chevènement, Paris, La Découverte, 1999.
- Vovelle M. Les Républiques sœurs sous les regards de la grande nation, Paris, L’Harmattan, 2001.
- Vovelle M. Combats pour la Révolution française. — Paris : La Découverte: Soc. des études robespierristes, 2001. — 381 p. ([Re]découverte. Sciences humaines et sociales). ISBN 2-7071-3532-1
- Vovelle M. Les Folies d’Aix ou la fin d’un monde, Pantin, Le temps des cerises, 2003.
- Vovelle M. La Révolution française expliquée à ma petite-fille, Paris, Seuil, 2006.
- Vovelle M. 1789 l’héritage et la mémoire, Toulouse, Privat, 2007 (ISBN 978-2-7089-6870-7).
- Vovelle M. La Révolution au village. Une communauté gardoise de 1750 à 1815 : Saint-Jean-de-Maruéjols, Paris, Les Editions de Paris, 2013 (ISBN 978-2-84621-181-9).
- Vovelle M. La Bataille du bicentenaire de la Révolution française, Paris, La Découverte, 2017 (ISBN 978-2-7071-9392-6).
- Vovelle M. Mémoires vives ou perdues. Essai sur l’histoire et le souvenir, Paris, Éditions de Paris, 2018.

### Статьи
- Вовель М. К истории общественного сознания эпохи Великой французской революции // Французский ежегодник 1983—1984. — М.: Наука, 1985—1986.